# Boa Balondo
Pour les articles homonymes, voir Boa (homonymie) et Balondo.
Boa Balondo (ou Boa Balundu) est une localité du Cameroun, située dans l'arrondissement de Bamusso, le département du Ndian et la Région du Sud-Ouest.

## Population
On y a dénombré 235 personnes en 1953, 380 en 1968-1969 et 394 en 1972, principalement des Balondo du groupe Oroko. Ces chiffres n'incluaient pas Boa Camp, une ancienne plantation de bananes.
Lors du recensement national de 2005, Boa Balondo comptait 1 439 habitants.
Une étude de terrain de 2011 (incluant Boa Camp) y a dénombré 3 699 personnes.